# Брутен национален продукт
Брутен национален продукт (БНП) е макроикономически показател, който се дефинира като измерения в парична форма краен резултат от годишното производство в националното стопанство на материални блага и на материални и нематериални услуги.
БНП е спомагателен показател за брутния вътрешен продукт (БВП). Във всяка национална територия присъства чужд бизнес. Независимо кой е собственик, ако бизнесът е на територията на страната, той влиза в състава на БВП. Необходими са поне две операции за превръщане на БВП в БНП:
(−) приспадат се елементите на чужд продукт (дивиденти, печалба),
(+) добавя се националният продукт, създаден на териториите на други страни.
Брутният национален продукт бива:
- Номинален БНП – изчисленият по текущи пазарни цени БНП
- Реален БНП – изчисленият по съпоставими пазарни цени БНП, т.е. коригираният с индекса на инфлацията номинален БВП.

Два са начините за измерване на БНП:
1. като сума от разходите за покупка на стоки и услуги, и
2. като сума от разходите за тяхното производство.

При измерването на БНП основният проблем е да се изключи повторното броене. В БНП не се включват покупко-продажбите на стоки, които не са произведени през текущата година. Това е така, защото в годината, когато са били произведени тези стоки, те са получили пазарна оценка и са били включени в състава на БНП.
В БНП не се включват някои финансови плащания, каквито са сделките на фондовите борси във връзка с покупко-продажбата на акции и облигации, не се включват и трансферни плащания на държавата: помощи за безработица, пенсии на ветерани, пенсии за старост и за нетрудоспособност, помощи за бедност.